# Gregg Rolie
Gregg Alan Rolie, född 17 juni 1947 i Seattle, Washington, är en amerikansk keyboardist och sångare. Han var en av de ursprungliga medlemmarna i Santana där han medverkade på gruppens fyra första studioalbum. Han är sångare på gruppens tidiga hitsinglar "Evil Ways" och "Black Magic Woman". Efter albumet Caravanserai lämnade han Santana och blev medlem i den nyformade gruppen Journey 1973. Rolie lämnade även den gruppen 1980. Han solodebuterade med ett självbetitlat album 1985. I början av 1990-talet bildade han det kortvariga bandet The Storm som gav ut två album.

## Diskografi (urval)

### Solo
Studioalbum
- 1985 – Gregg Rolie
- 1987 – Gringo
- 2001 – Roots
- 2011 – Five Days (mini-album)

Livealbum
- 2007 – Rain Dance

Singlar
- 1985 – "Young Love"
- 1987 – "The Hands Of Time"

### Med The Storm
Studioalbum
- 1991 – The Storm
- 1995 – Eye Of The Storm

EP
- 1991 – I've Got A Lot To Learn About Love

Singel
- 1991 – "Show Me The Way" (maxi-singel)

### Med andra band
Studioalbum med Santana
- 1969 – Santana
- 1970 – Abraxas
- 1971 – Santana III
- 1972 – Caravanserai
- 1982 – Shangó
- 1987 – Freedom
- 2016 – Santana IV

Studioalbum med Journey
- 1975 – Journey
- 1976 – Look into the Future
- 1977 – Next
- 1978 – Infinity
- 1979 – Evolution
- 1980 – Departure
- 1980 – Dream, After Dream

Studioalbum med Abraxas Pool
- 1997 – Abraxas Pool